# 比利奇 (留波姆區)
51°14′41″N 24°20′32″E / 51.24472°N 24.34222°E
比利奇（烏克蘭語：Біличі），是烏克蘭的村落，位於該國西部沃倫州，由科韋利區負責管轄，始建於1547年，面積0.59平方公里，海拔高度202米，2001年人口246，人口密度每平方公里416.95人。